# アンパサンド

Trebuchet MS フォント

アンパサンド（&, 英語: ampersand）は、並立助詞「…と…」を意味する記号である。ラテン語で「…と…」を表す接続詞 "et" の合字を起源とする。現代のフォントでも、Trebuchet MS など一部のフォントでは、"et" の合字であることが容易にわかる字形を使用している。

## 語源
The term ampersand is a corruption of and (&) per se and, which literally means "(the character) & by itself (is the word) and." The symbol & is derived from the ligature of ET or et, which is the Latin word for "and."

訳: アンパサンドという言葉は、and (&) per se and（"&" ［という文字］それ自体が "and" ［という言葉を意味する］）が転訛したものである。& の記号は、ラテン語で "and" を意味する ET または et の合字が元になっている。—Geoffrey Glaister, Glossary of the Book
英語で教育を行う学校でアルファベットを復唱する場合、その文字自体が単語となる文字（"A", "I", かつては "O" も）については、伝統的にラテン語の per se（それ自体）を用いて "A per se A" のように唱えられていた。また、アルファベットの最後に、27番目の文字のように "&" を加えることも広く行われていた。"&" はラテン語で et と読まれていたが、のちに英語で and と読まれるようになった。結果として、アルファベットの復唱の最後は "X, Y, Z, and per se and" という形になった。この最後のフレーズが繰り返されるうちに "ampersand" となまっていき、この言葉は1837年までには英語の一般的な語法となった。
アンドレ＝マリ・アンペールがこの記号を自身の著作で使い、これが広く読まれたため、この記号が "Ampère's and" と呼ばれるようになったという誤った語源俗説がある。

## 歴史

アンパサンドの変遷 字形1から6

現代のアンパサンドはカロリング小文字体のものとほぼ同じ。右のイタリック体アンパサンドはより新しい et の合字が元になっている。

インシュラー体の et の合字。

アンパサンドの起源は1世紀の古ローマ筆記体にまでさかのぼることができる。古ローマ筆記体では、E と T はしばしば合字として繋げて書かれていた（左図「アンパサンドの変遷」の字形1）。それに続く、流麗さを増した新ローマ筆記体では、さまざまな合字が極めて頻繁に使われるようになった。字形2と3は4世紀中頃における et の合字の例である。その後、9世紀のカロリング小文字体に至るラテン文字の変遷の過程で、合字の使用は一般には廃れていった。しかし、et の合字は使われ続け、次第に元の文字がわかりにくい字形に変化していった（字形4から6）。
現代のイタリック体のアンパサンドは、ルネサンス期に発展した筆記体での et の合字にさかのぼる。1455年のヨーロッパにおける印刷技術の発明以降、印刷業者はイタリック体とローマ筆記体のアンパサンドの両方を多用するようになった。アンパサンドのルーツはローマ時代にさかのぼるため、ラテンアルファベットを使用する多くの言語でアンパサンドが使用されるようになった。
アンパサンドはしばしばラテンアルファベットの最後の文字とされることがあった。たとえば1011年のByrhtferthの文字表がその例である。同様に、"&" は英語アルファベットの27番目の文字とされ、アメリカ合衆国やその他の地域でも、子供達はアンパサンドはアルファベットの最後の文字だと教えられていた。1863年の M. B. Moore の著書 The Dixie Primer, for the Little Folks にその一例を見ることができる。ジョージ・エリオットは、1859年に発表した小説「アダム・ビード」の中で、Jacob Storey に次のセリフを語らせている。"He thought it [Z] had only been put to finish off th' alphabet like; though ampusand would ha' done as well, for what he could see." よく知られた童謡の Apple Pie ABC は  "X, Y, Z, and ampersand, All wished for a piece in hand" という歌詞で締めくくられる。
アンパサンドは、ティロ式記号の et ("⁊", Unicode U+204A) とは別のものである。ティロ式記号の et は、アンパサンドと意味は同じだが数字の「7」に似た形の記号である。両者はともに古代から使用され、中世を通してラテン語の et を表すために使用された。しかし、アンパサンドとティロ式記号の et はそれぞれ独立に発明されたものである。ラテン文字から発展した古アイルランド語の文字では、アイルランド語の agus（「…と…」）を表すためにティロ式記号の et が使用されていた。今日はゲール文字の一部として主に装飾的な目的で使用されている。この文字はアイルランドにおけるキリスト教時代初期に修道院の影響によって書き文字に加わった可能性がある。

## 手書き
日常的な手書きの場合、欧米では小文字の ε（エプシロン）を大きくしたもの（あるいは数字の "3" の鏡文字）に縦線を加えた形の単純化されたアンパサンドがしばしば使われる。また、エプシロンの上下に縦線または点を付けたものもしばしば使われる。
くだけた用法として、プラス記号（"+", この記号もまた et の合字である）がアンパサンドの代わりに使われることがある。また、プラス記号に輪を重ねたような、無声歯茎側面摩擦音を示す発音記号「[ɬ]」のようなものが使われることもある。

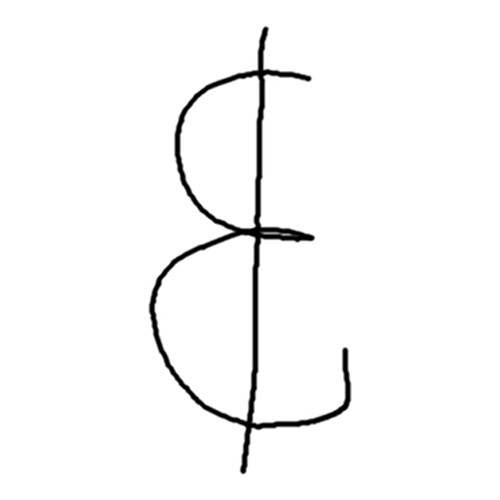
手書きのアンパサンド（エプシロンに縦線を引いた書体）
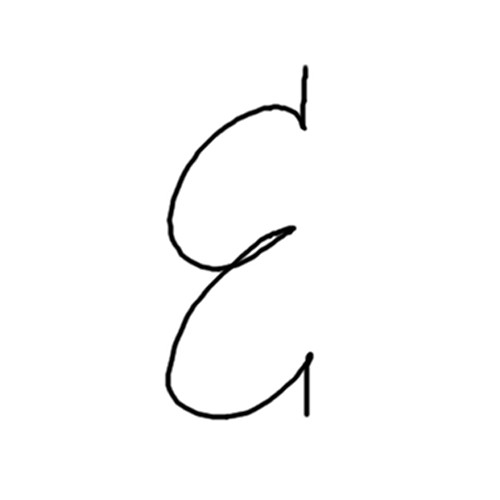
エプシロンの上下端にそれぞれ縦線が付いたタイプ
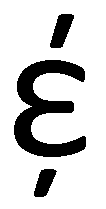
エプシロンと縦線による手書きを元にしたアンパサンドの字形の一種
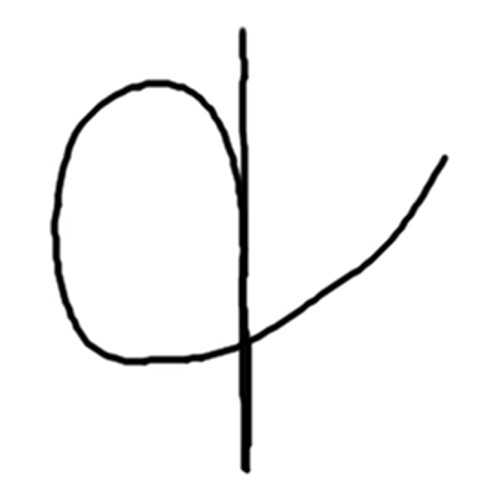
アンパサンドの代用として手書きのプラス記号を使用した場合の例

## 同様の記号
ティロの速記には「et」を表すための「⁊」(U+204A Tironian sign et)がある。この文字はドイツのフラクトゥールで使われたほか、ゲール文字でも使用される。
ギリシア文字では「……と」を意味するκαιを表すための合字として「ϗ」(U+03D7 Greek kai symbol)が使われることがある。
|  | フラクトゥールで「etc.」を「⁊c.」と書いた例（1845年の雑誌記事より）。                                  |
|  | 2行目に「ϗ」を使用（18世紀のギリシア文字の活字サンプル、クセノポン『ソクラテスの思い出』2.1.21より）。 |

## プログラミング言語
プログラミング言語では、C など多数の言語で AND 演算子として用いられる。以下は C の例。
- X = A && B のように2個重ねたものは論理 AND を表す。この場合 A, B がともに真ならば X も真、それ以外は偽である。
- 0x12345678 & 0x0f0f0f0f のように1個であればビット AND を表す。この場合の結果は 0x02040608 である。

PHPでは、変数宣言記号（$）の直前に記述することで、参照渡しを行うことができる。
BASIC 系列の言語では文字列の連結演算子として使用される。"foo" & "bar" は "foobar" を返す。また、主にマイクロソフト系では整数の十六進表記に &h を用い、&h0F （十進で15）のように表現する。
SGML、XML、HTMLでは、アンパサンドを使ってSGML実体を参照する。

## 符号位置
| 記号 | Unicode | JIS X 0213 | 文字参照            | 名称                              |
| ---- | ------- | ---------- | ------------------- | --------------------------------- |
| &    | U+0026  | 1-1-85     | &amp; &#x26; &#38;  | Ampersand                         |
| ۽    | U+06FD  | -          | &#x6FD; &#1789;     | Arabic Sign Sindhi Ampersand      |
| ⁊    | U+204A  | -          | &#x204A; &#8266;    | Tironian Sign Et                  |
| ⅋    | U+214B  | -          | &#x214B; &#8523;    | Turned Ampersand                  |
| ⹒    | U+2E52  | -          | &#x2E52; &#11858;   | Tironian Sign Capital Et          |
| ﹠   | U+FE60  | -          | &#xFE60; &#65120;   | Small Ampersand                   |
| ＆   | U+FF06  | 1-1-85     | &#xFF06; &#65286;   | アンパサンド（全角）              |
| 🙰    | U+1F670 | -          | &#x1F670; &#128624; | Script Ligature Et Ornament       |
| 🙱    | U+1F671 | -          | &#x1F671; &#128625; | Heavy Script Ligature Et Ornament |
| 🙲    | U+1F672 | -          | &#x1F672; &#128626; | Ligature Open Et Ornament         |
| 🙳    | U+1F673 | -          | &#x1F673; &#128627; | Heavy Ligature Open Et Ornament   |
| 🙴    | U+1F674 | -          | &#x1F674; &#128628; | Heavy Ampersand Ornament          |
| 🙵    | U+1F675 | -          | &#x1F675; &#128629; | Swash Ampersand Ornament          |